# 論文作法
『論文作法』(ろんぶんさくほう)は、ウンベルト・エーコの著書。

## 概要
原著はイタリア語で、日本語訳がある。人文学のみならず科学分野においても、論文の書き方を指導する良著として知られる。

## 内容
第1章
学位請求論文を中心とした、論文の存在意義や執筆の心得
第2章
論文の種類によるテーマの選び方
第3章
調査による文献資料の収集
第4章
先行研究の整理
第5章
引用の仕方や脚注の付け方を中心とした、素案づくりの方法など
第6章
全体の見直し・調整など
第7章
本書のむすびと参考文献

## 書誌データ
- 原著
  - Umberto Eco, "Come si fa una tesi di laurea", Milano:Bompiani, 1977.
- 日本語訳:原著第6版より
  - ウンベルト・エーコ著、谷口勇訳、『論文作法 --- 調査・研究・執筆の技術と手順』、教養諸学シリーズ、而立書房、1991年2月、ISBN 4880591459